# E30 (Ecuador)
De E30 of Transversal Central (Centrale oost-westweg) is een primaire nationale weg in Ecuador. De weg loopt van Manta naar Puyo en is 438 kilometer lang.
Het logo van de E30 is een papegaai. 